# Островершенко Юрій Анатолійович
Ю́рій Анато́лійович Острове́ршенко (2 листопада 1961) — український поет і літературознавець, член Асоціації українських письменників.

## Життєпис
Народився в місті Первомайську Миколаївської області. Закінчив Первомайське медичне училище, проходив військову службу в лавах ЗС СРСР.
Закінчив філологічний факультет Одеського національного університету імені І. І. Мечникова та аспірантуру на кафедрі теорії літератури і компаративістики.
Працював редактором Одеської обласної державної телерадіокомпанії (ООДТРК). Згодом повернувся у Первомайськ, працював у Первомайській міській централізовній бібліотечній системі, головним спеціалістом управління культури, національностей, релігій, молоді та спорту Первомайської міської ради. Нині — співробітник Первомайського краєзнавчого музею.
Учасник літературних фестивалів «Південний хрест», «У.РОК», «BookForumLviv», «Країна мрій», «Kropfest», тощо.

## Поетичні збірки
- «Вхідчини» (1996).
- «На ніч зачинене світло» (1999).
- «Наприклад» (1999).
- «Перехожі» (2006).
- «ПАРАЛЕЛЬНО: з боротьбою за все» (2008).
- «Ляпас яструба» (2014).
- «Павза. Миттєва юрба» (2018).